# Heinrich Rubens

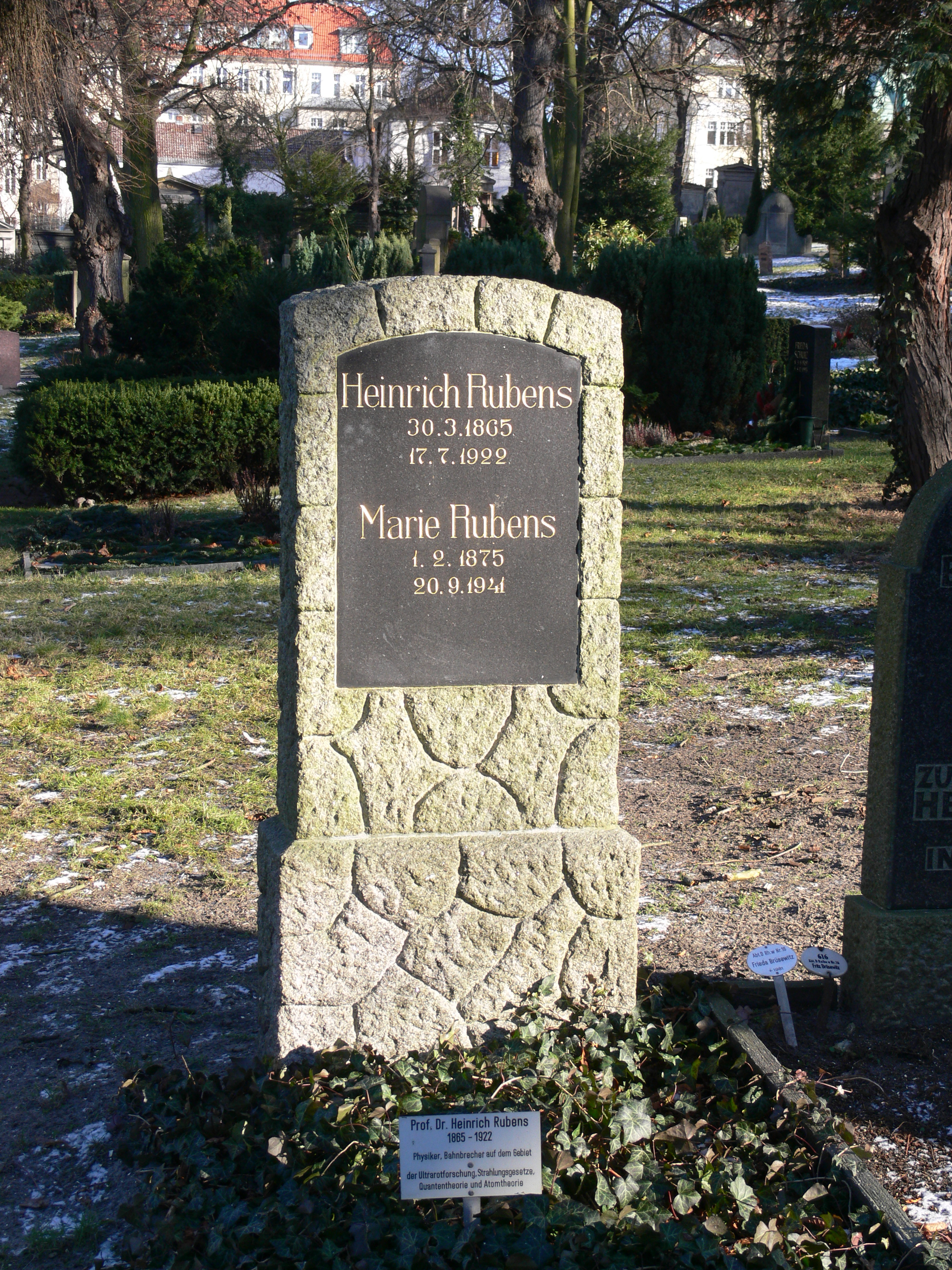
Grafsteen van Rubens

Heinrich Rubens (Wiesbaden, 30 maart 1865 - Berlijn, 17 juli 1922) was een  Duits natuurkundige. Hij is vooral bekend omwille van zijn onderzoeken naar elektromagnetische straling en in het bijzonder deze in het infraroodgebied.
In 1889 doctoreerde Rubens aan de universiteit van Berlijn. In 1895 werd hij docent aan de Technische Hogeschool in het stadsdeel Charlottenburg en in 1906 werd hij benoemd tot hoogleraar aan de universiteit van Berlijn.
Rubens speelde een directe rol in het ontstaan van de kwantumtheorie door de levering van de experimentele resultaten die Max Planck toelieten om de eerste aanzet tot de theorie van de kwantummechanica te publiceren.
Heinrich Rubens gaf zijn naam aan de Rubens' buis, een experiment dat hij ontwikkelde om staande golven te demonstreren waarbij de relatie tussen geluidsgolven en luchtdruk wordt aangetoond.
Rubens was ook een tijdlang voorzitter van het Deutsche Physikalische Gesellschaft.